# Heinrich Bauer (Archäologe)

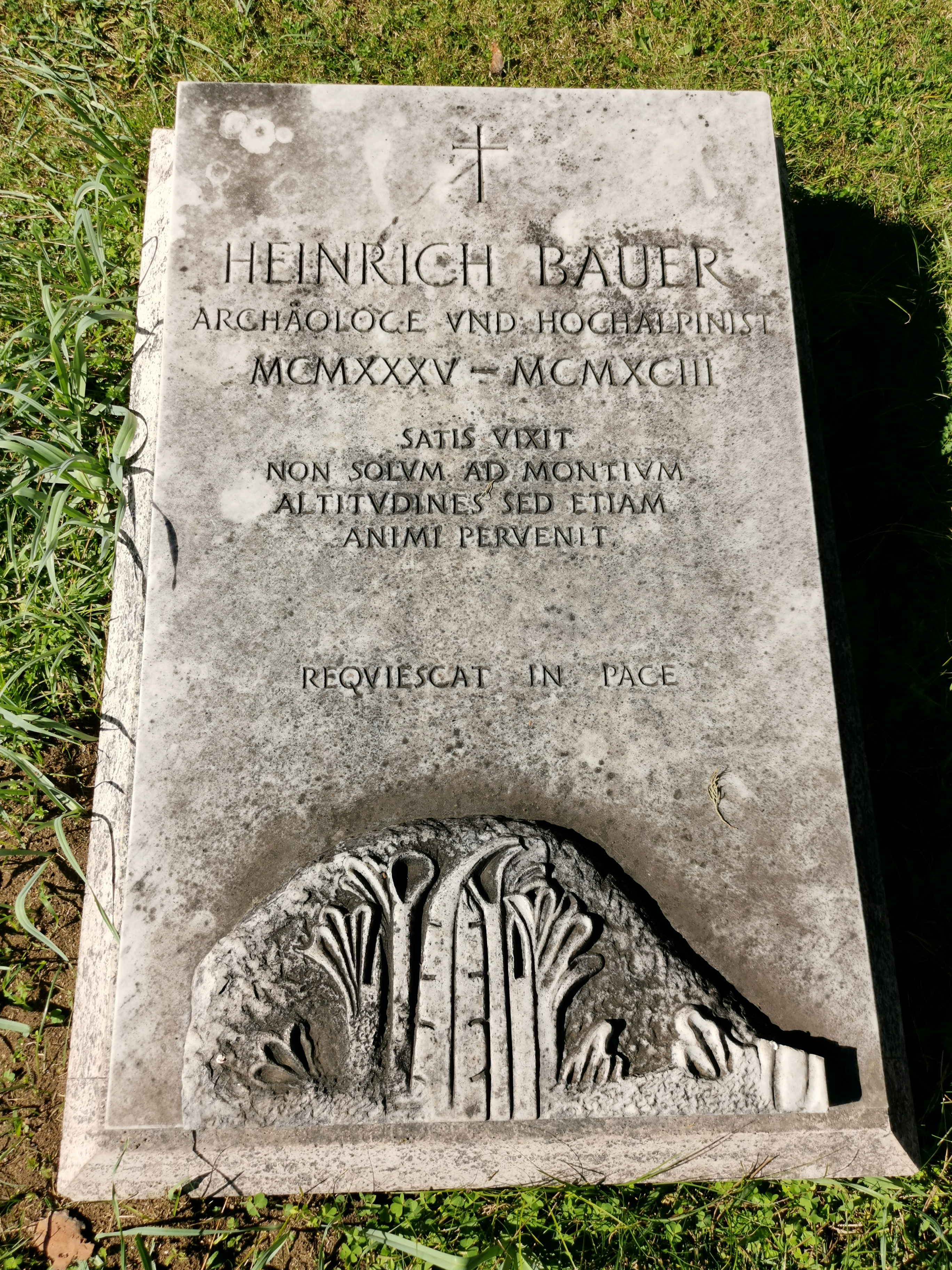
Grab auf dem Nichtkatholischen (Protestantischen) Friedhof Rom

Heinrich Bauer (* 17. September 1935; † 14. Februar 1993) war ein deutscher Klassischer Archäologe.
Nachdem er zunächst mehrere Jahre Jura studiert hatte, wechselte er zur Klassischen Archäologie. Mit der Dissertation Korinthische Kapitelle des 4. und 3. Jahrhunderts v. Chr. wurde er 1967 in Marburg bei Heinrich Drerup promoviert. Schon in dieser Arbeit wurde seine ihm eigene Methodik, durch systematisches Vermessen, akribisches Katalogisieren und genaues Zeichnen aus kleinsten Bruchstücken verloren geglaubte Monumente wiederzugewinnen, deutlich erkennbar. Durch dieses systematische Vorgehen konnte er überzeugende Rekonstruktionen verschiedener antiker Monumente vorlegen, darunter auch des Lysikratesmonuments in Athen, die lange Zeit nicht für möglich gehalten worden waren. Zeit seines Lebens blieb er ein Vermessungsarchäologe und Planalytiker, der seine Projekte stets allein und ohne fremde Hilfe durchführte. Sein Hauptarbeitsgebiet war dabei Rom, wo er auch lebte.
Sein zentrales Forschungsobjekt war die Basilica Aemilia auf dem Forum Romanum. Heinrich Bauer gelang eine detaillierte Rekonstruktion ihrer Fassade zum Forum und ihrer Innenraumgestaltung, indem er die in dem von Corrado Ricci angelegten Steinmagazin aufbewahrten Bauglieder systematisch aufnahm. Weitere Forschungsfelder waren eine Gesamtaufnahme der unterirdisch verlaufenden antiken Abwasserkanäle Roms und die Freilegung, Vermessung und Rekonstruktion der Eingangsexedra zum Augustusforum.
Sein überraschender Tod während einer Bergwanderung in den Abruzzen verhinderte die Publikation zahlreicher weiterer Erst- und Neuvermessungen römischer Monumente.

## Schriften
- Korinthische Kapitelle des 4. und 3. Jahrhunderts v. Chr. (= Athener Mitteilungen. Beiheft 3). Dissertation. Mann, Berlin 1973.
- Das Kapitell des Apollon Palatinus-Tempels. In: Römische Mitteilungen. Band 76, 1969, S. 183–204.
- Lysikratesdenkmal, Baubestand und Rekonstruktion. In: Athener Mitteilungen. Band 92, 1977, S. 197–227.
- Porticus absidata. In: Römische Mitteilungen. Band 90, 1983, S. 111–184.
- Die Cloaca Maxima. In: Mitteilungen. Leichtweiß-Institut für Wasserbau der Technischen Universität Braunschweig. Band 103, 1989, S. 43–54.
- Basilica Aemilia. In: Kaiser Augustus und die verlorene Republik. Berlin 1988, S. 200–212.